# چارلی براون (بازیکن فوتبال، زاده ۱۸۹۸)
چارلی براون (انگلیسی: Charlie Brown; ۱۴ ژانویهٔ ۱۸۹۸ – ۲ فوریهٔ ۱۹۷۹) بازیکن فوتبال اهل بریتانیا بود.
از باشگاه‌هایی که در آن بازی کرده‌است می‌توان به باشگاه فوتبال پول تاون، باشگاه فوتبال کویینز پارک رنجرز، و باشگاه فوتبال ساوت‌همپتون اشاره کرد.